# Icelia guagliumii
Icelia guagliumii là một loài ruồi trong họ Tachinidae.